# Gyorskorcsolya az 1994. évi téli olimpiai játékokon
Az 1994. évi téli olimpiai játékokon a gyorskorcsolya versenyszámait a Hamar Olympic Hall pályán rendezték február 13. és 25. között. A férfiaknak és a nőknek egyaránt 5–5 versenyszámban osztottak érmeket.

## Éremtáblázat
(A rendező nemzet csapata eltérő háttérszínnel, az egyes számoszlopok legmagasabb értéke, vagy értékei vastagítással kiemelve.)
| Az 1994. évi téli olimpiai játékok éremtáblázata gyorskorcsolyában | Az 1994. évi téli olimpiai játékok éremtáblázata gyorskorcsolyában | Az 1994. évi téli olimpiai játékok éremtáblázata gyorskorcsolyában | Az 1994. évi téli olimpiai játékok éremtáblázata gyorskorcsolyában | Az 1994. évi téli olimpiai játékok éremtáblázata gyorskorcsolyában | Olimpia  |
| ------------------------------------------------------------------ | ------------------------------------------------------------------ | ------------------------------------------------------------------ | ------------------------------------------------------------------ | ------------------------------------------------------------------ | -------- |
|                                                                    | Ország                                                             | Arany                                                              | Ezüst                                                              | Bronz                                                              | Összesen |
| 1.                                                                 | Norvégia (NOR)                                                     | 3                                                                  | 2                                                                  | 0                                                                  | 5        |
| 2.                                                                 | Egyesült Államok (USA)                                             | 3                                                                  | 0                                                                  | 0                                                                  | 3        |
| 3.                                                                 | Oroszország (RUS)                                                  | 2                                                                  | 2                                                                  | 1                                                                  | 5        |
| 4.                                                                 | Németország (GER)                                                  | 1                                                                  | 2                                                                  | 3                                                                  | 6        |
| 5.                                                                 | Ausztria (AUT)                                                     | 1                                                                  | 1                                                                  | 0                                                                  | 2        |
|                                                                    |                                                                    |                                                                    |                                                                    |                                                                    |          |
| 6.                                                                 | Hollandia (NED)                                                    | 0                                                                  | 1                                                                  | 3                                                                  | 4        |
| 7.                                                                 | Fehéroroszország (BLR)                                             | 0                                                                  | 1                                                                  | 0                                                                  | 1        |
| 7.                                                                 | Kanada (CAN)                                                       | 0                                                                  | 1                                                                  | 0                                                                  | 1        |
|                                                                    |                                                                    |                                                                    |                                                                    |                                                                    |          |
| 9.                                                                 | Japán (JPN)                                                        | 0                                                                  | 0                                                                  | 2                                                                  | 2        |
| 10.                                                                | Kína (CHN)                                                         | 0                                                                  | 0                                                                  | 1                                                                  | 1        |
|                                                                    |                                                                    |                                                                    |                                                                    |                                                                    |          |
| Összesen                                                           | Összesen                                                           | 10                                                                 | 10                                                                 | 10                                                                 | 30       |

## Részt vevő nemzetek
A versenyeken 21 nemzet 150 sportolója vett részt.
- Ausztrália (AUS) (2)
- Ausztria (AUT) (5)
- Dél-Korea (KOR) (9)
- Egyesült Államok (USA) (16)
- Fehéroroszország (BLR) (2)
- Hollandia (NED) (13)
- Japán (JPN) (17)
- Kanada (CAN) (13)
- Kazahsztán (KAZ) (8)
- Kína (CHN) (6)
- Lengyelország (POL) (5)
- Lettország (LAT) (1)
- Magyarország (HUN) (1)
- Németország (GER) (15)
- Norvégia (NOR) (8)
- Olaszország (ITA) (5)
- Oroszország (RUS) (12)
- Románia (ROU) (4)
- Svájc (SUI) (1)
- Svédország (SWE) (5)
- Ukrajna (UKR) (2)

## Érmesek

### Férfi
| Az 1994. évi téli olimpiai játékok érmesei férfi gyorskorcsolyában |                                        |          |                                             |          |                                        |          |
| Versenyszám                                                        | Arany                                  | Arany    | Ezüst                                       | Ezüst    | Bronz                                  | Bronz    |
| 500 m                                                              | Alekszandr Golubev · Oroszország (RUS) | 36,33    | Szergej Klevcsenya · Oroszország (RUS)      | 36,39    | Horii Manabu · Japán (JPN)             | 36,53    |
| 1000 m                                                             | Dan Jansen · Egyesült Államok (USA)    | 1:12,43  | Ihar Zsaljazovszki · Fehéroroszország (BLR) | 1:12,72  | Szergej Klevcsenya · Oroszország (RUS) | 1:12,85  |
| 1500 m                                                             | Johann Olav Koss · Norvégia (NOR)      | 1:51,29  | Rintje Ritsma · Hollandia (NED)             | 1:51,99  | Falko Zandstra · Hollandia (NED)       | 1:52,38  |
| 5000 m                                                             | Johann Olav Koss · Norvégia (NOR)      | 6:34,96  | Kjell Storelid · Norvégia (NOR)             | 6:42,68  | Rintje Ritsma · Hollandia (NED)        | 6:43,94  |
| 10 000 m                                                           | Johann Olav Koss · Norvégia (NOR)      | 13:30,55 | Kjell Storelid · Norvégia (NOR)             | 13:49,25 | Bart Veldkamp · Hollandia (NED)        | 13:56,73 |

### Női
| Az 1994. évi téli olimpiai játékok érmesei női gyorskorcsolyában |                                         |         |                                         |         |                                       |         |
| Versenyszám                                                      | Arany                                   | Arany   | Ezüst                                   | Ezüst   | Bronz                                 | Bronz   |
| 500 m                                                            | Bonnie Blair · Egyesült Államok (USA)   | 39,25   | Susan Auch · Kanada (CAN)               | 39,61   | Franziska Schenk · Németország (GER)  | 39,70   |
| 1000 m                                                           | Bonnie Blair · Egyesült Államok (USA)   | 1:18,74 | Anke Baier · Németország (GER)          | 1:20,12 | Ye Qiaobo · Kína (CHN)                | 1:20,22 |
| 1500 m                                                           | Hunyady Emese · Ausztria (AUT)          | 2:02,19 | Szvetlana Fedotkina · Oroszország (RUS) | 2:02,69 | Gunda Niemann · Németország (GER)     | 2:03,41 |
| 3000 m                                                           | Szvetlana Bazsanova · Oroszország (RUS) | 4:17,43 | Hunyady Emese · Ausztria (AUT)          | 4:18,14 | Claudia Pechstein · Németország (GER) | 4:18,34 |
| 5000 m                                                           | Claudia Pechstein · Németország (GER)   | 7:14,37 | Gunda Niemann · Németország (GER)       | 7:14,88 | Jamamoto Hiromi · Japán (JPN)         | 7:19,68 |